# Antal Spányi
Antal Spányi (Budapest, 13 novembre 1950) è un vescovo cattolico ungherese, dal 2003 è il ventesimo vescovo di Székesfehérvár.
Inoltre, ricopre l'incarico di presidente di Katolikus Karitász (Caritas Cattolica) ed è amministratore delegato di Magyar Katolikus Rádió (Radio Cattolica Ungherese).

## Biografia
È stato ordinato sacerdote il 19 giugno 1976 a Esztergom da László Lékai, dopo gli studi presso il Collegio di Teologia e l'Istituto di formazione sacerdotale della medesima città.
Come sacerdote dell'arcidiocesi di Esztergom, è stato cappellano a Ludányhalászi (1976–1977), a Szécsény (1977–1983), a Budapest-Középső Ferencváros (1983–1988), e poi parroco nello stesso luogo. Tra il 1992 e il 2003 è stato parroco della chiesa Árpád-házi Szent Erzsébet a Erzsébetváros, dove ha avviato i lavori di una profonda ristrutturazione della chiesa. Nel 1994 ha ricevuto il titolo di cappellano pontificio. L'anno successivo è diventato vicario generale dell'arcidiocesi e giudice della cattedrale principale.

### Ministero episcopale
Il 13 febbraio 1998 papa Giovanni Paolo II lo nominò vescovo titolare di Tharros e vescovo ausiliare di Esztergom-Budapest. Fu ordinato vescovo il 28 marzo nella Basilica di Santo Stefano di Budapest dal cardinale László Paskai, assistito dai vescovi Csaba Ternyák e Vilmos Dékány.
Papa Giovanni Paolo II lo nominò vescovo di Székesfehérvár il 4 aprile 2004 e prese possesso della sede il 24 maggio seguente. Durante il suo mandato rinnovò la diocesi in campo amministrativo e pastorale, aprendo un giornale diocesano. Ha, inoltre, fondato cinque decanati e 30 distretti pastorali. Ha sottolineato, durante il proprio ministero, l'importanza della formazione dei diaconi permanenti e degli assistenti pastorali. Organizzò regolarmente incontri sacerdotali e pellegrinaggi, mentre il lunedì di Pentecoste fissò la giornata diocesana. Dispose ogni anno un programma pastorale tematico.
Per conto della Conferenza episcopale cattolica ungherese, è l'amministratore delegato della Radio cattolica, nata a Pentecoste 2004., oltre a essere anche presidente della Caritas cattolica ungherese.

## Stemma
Lo stemma episcopale di Antal Spányi è uno stemma di famiglia modificato. In un campo rosso, un mucchio di terzine verdi, da cui cresce un albero frondoso a forma di croce. All'incrocio dei suoi rami c'è un nido con un pellicano bianco dalle ali spiegate che nutre i suoi tre pulcini bianchi da una ferita sanguinante. Un serpente giallo-verde striscia lungo il fusto dell'albero. Lo stemma è completato da una croce.
Il suo motto è Laudetur Jesus Christus (in italiano, Sia lodato Gesù Cristo!).

## Genealogia episcopale
La genealogia episcopale è:
- Cardinale Scipione Rebiba
- Cardinale Giulio Antonio Santorio
- Cardinale Girolamo Bernerio, O.P.
- Vescovo Claudio Rangoni
- Arcivescovo Wawrzyniec Gembicki
- Arcivescovo Jan Wężyk
- Vescovo Piotr Gembicki
- Vescovo Jan Gembicki
- Vescovo Bonawentura Madaliński
- Vescovo Jan Małachowski
- Arcivescovo Stanisław Szembek
- Vescovo Felicjan Konstanty Szaniawski
- Vescovo Andrzej Stanisław Załuski
- Arcivescovo Adam Ignacy Komorowski
- Arcivescovo Władysław Aleksander Łubieński
- Vescovo Andrzej Stanisław Młodziejowski
- Arcivescovo Kasper Kazimierz Cieciszowski
- Vescovo Franciszek Borgiasz Mackiewicz
- Vescovo Michał Piwnicki
- Arcivescovo Ignacy Ludwik Pawłowski
- Arcivescovo Kazimierz Roch Dmochowski
- Arcivescovo Wacław Żyliński
- Vescovo Aleksander Kazimierz Bereśniewicz
- Arcivescovo Szymon Marcin Kozłowski
- Vescovo Mečislovas Leonardas Paliulionis
- Arcivescovo Bolesław Hieronim Kłopotowski
- Arcivescovo Jerzy Józef Elizeusz Szembek
- Vescovo Stanisław Kazimierz Zdzitowiecki
- Cardinale Aleksander Kakowski
- Papa Pio XI
- Cardinale Jusztinián Serédi, O.S.B.
- Arcivescovo Endre Hamvas
- Arcivescovo József Ijjas
- Cardinale László Lékai
- Cardinale László Paskai, O.F.M.
- Vescovo Antal Spányi

## Onorificenze
- Cittadino onorario del distretto Budapest VII (1999)[1]
- Premio Henszlmann (2009): assegnato dalla Società ungherese per l'archeologia e la storia dell'arte per il restauro esemplare dei monumenti, l'organizzazione di conferenze e mostre di storia dei culti e storia dell'arte su larga scala, nonché il sostegno per acquisti e restauri d'arte. La cerimonia di premiazione si è svolta nella sala del Museo nazionale ungherese il 25 maggio 2009.[1][2]
- Medaglia commemorativa di Mindszenty (2010)[1]
- Croce di commendatore dell'Ordine al merito ungherese (2012)[1]
- Cittadino onorario della contea di Fejér (2016)[1]
- Cittadino onorario di Alsószentiván, Bodajk e Székesfehérvár (2018)[1]